# Asbjørn (jarl)
 For alternative betydninger, se Asbjørn. (Se også artikler, som begynder med Asbjørn)
Asbjørn (Osbern) eller Esben (født ca. 1022,[kilde mangler] død 1086) var jarl af Danmark. Han var søn af Ulf jarl og Estrid Svendsdatter og bror til Svend Estridsen. Han deltog i 1069 sammen med sine nevøer Harald og Knud i et togt mod England for at bekæmpe Vilhelm Erobreren, som havde udnævnt sig selv til konge af England. Det lykkedes ikke, og de måtte sejle hjem med uforrettet sag.
Vi kender ikke noget navn på en ægtefælle for Asbjørn, men der kan vist med nogenlunde rimelighed tilskrives Asbjørn to børn, nemlig datteren Margrete Asbjørnsdatter, der skulle være blevet gift med den danske konge Harald Hén og muligvis tillige sønnen Ulf (Ubbe) (Esbernsen), der var jarl af Lolland.